# Comité de défense de la démocratie

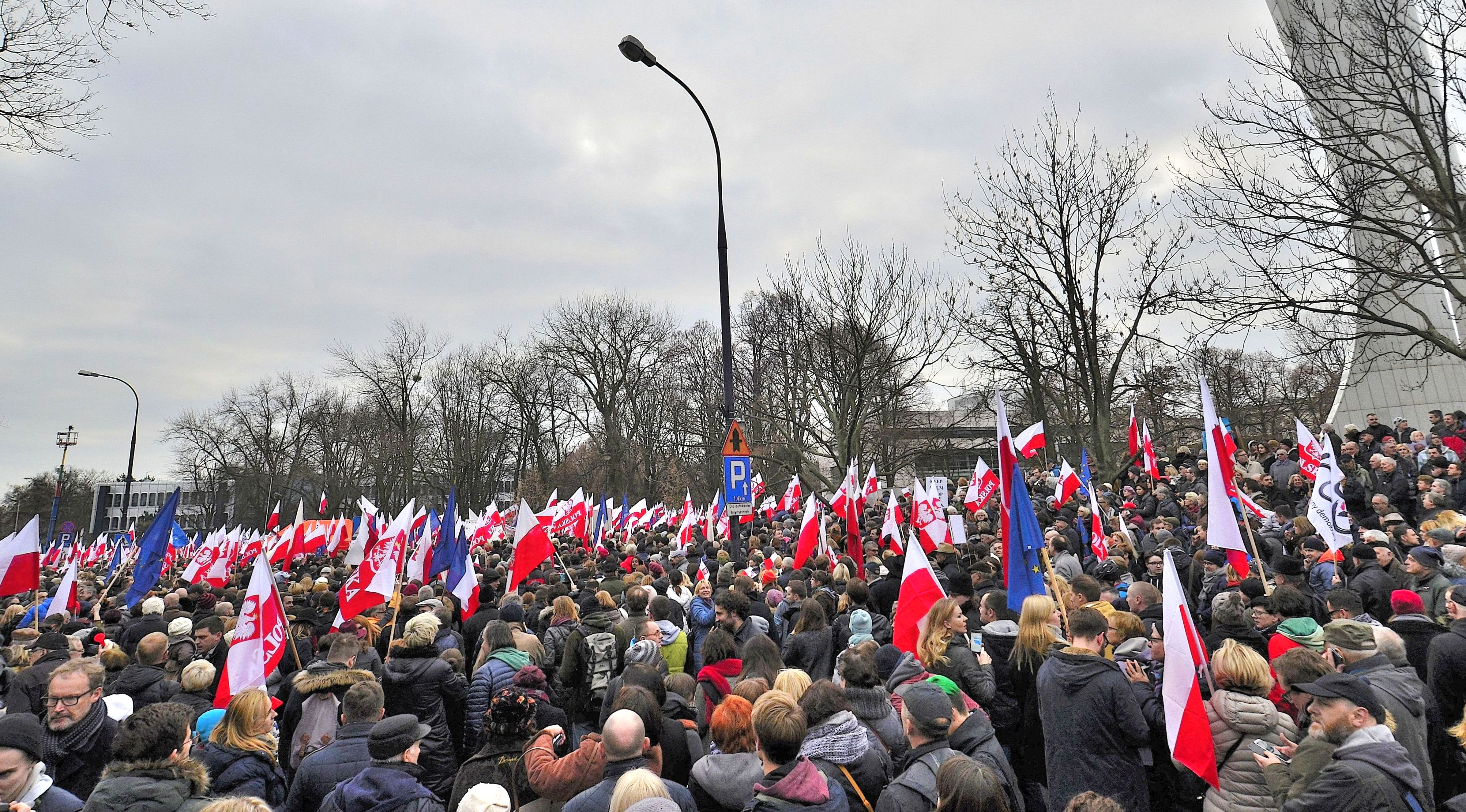
La manifestation du KOD le 19 décembre 2015 à Varsovie.

Le Comité de défense de la démocratie (en polonais : Komitet Obrony Demokracji, KOD) est une association civique polonaise fondée en novembre 2015, et enregistré par le Registre judiciaire national (en polonais : Krajowy Rejestr Sądowy, KRS) le 1er mars 2016 sous le numéro 0000604562.

## Historique
Les élections parlementaires polonaises de 2015 voient la victoire du parti Droit et justice, qui obtient pour la première fois depuis le début des années 1990 la majorité absolue au Parlement. Le scrutin voit aussi la défaite des partis de gauche, qui n'obtiennent aucun élu.
Le comité s'est constitué, initialement le 20 novembre 2015 sous la forme d'un groupe Facebook, notamment autour de Mateusz Kijowski, citoyen non encarté , pour protester contre les décisions prises par la présidente du Conseil des ministres Beata Szydło, son gouvernement, le président de la République Andrzej Duda et le leader du parti majoritaire au parlement PiS Jarosław Kaczyński notamment à l'égard du Tribunal constitutionnel en annulant la nomination des juges faite avant la fin de la législature précédente par l'ancienne majorité constituée par la Plateforme civique (PO) et le parti paysan polonais (PSL).
Le 26 novembre 2015, les membres du Comité ont adressé au président de la République Andrzej Duda  une lettre ouverte l'appelant à recevoir la prestation de serment des trois nouveaux juges du Tribunal constitutionnel élus par la précédente Diète de la République de Pologne.
Le comité initie ensuite des manifestations qui rassemblent des dizaines de milliers de personnes à Varsovie et dans de nombreuses autres villes de Pologne sous le slogan « liberté, égalité, démocratie », pour dénoncer un coup d'État notamment le 12 et le 19 décembre 2015, puis le 23 janvier 2016. Le 27 février 2016 la manifestation de 80 000 participants à Varsovie a, de plus, pris la défense de Lech Wałęsa, accusé de collaboration avec le régime communiste entre 1970 et 1976.
Le comité est également soutenu par les Polonais à l'étranger : les manifestations ont eu lieu aux mêmes dates, dans plusieurs capitales européennes, mais aussi aux États-Unis, au Canada et en Australie, devant les ambassades de Pologne. En France, les sympathisants du KOD se mobilisent sur Facebook, mais ont également fondé une association loi 1901 « Association Défense de la démocratie en Pologne » (ADDP), regroupant plus de 200 adhérents et sympathisants. Ils ont organisé deux manifestations devant l'ambassade de Pologne à Paris le 23 janvier 2016 et le 27 février 2016. Le 4 juin 2016, ils ont manifesté Place Igor-Stravinsky (à côté du Centre Beaubourg et de la fontaine de Niki de Saint Phalle et Jean Tinguely), en même temps que dans toutes les grandes villes de Pologne.

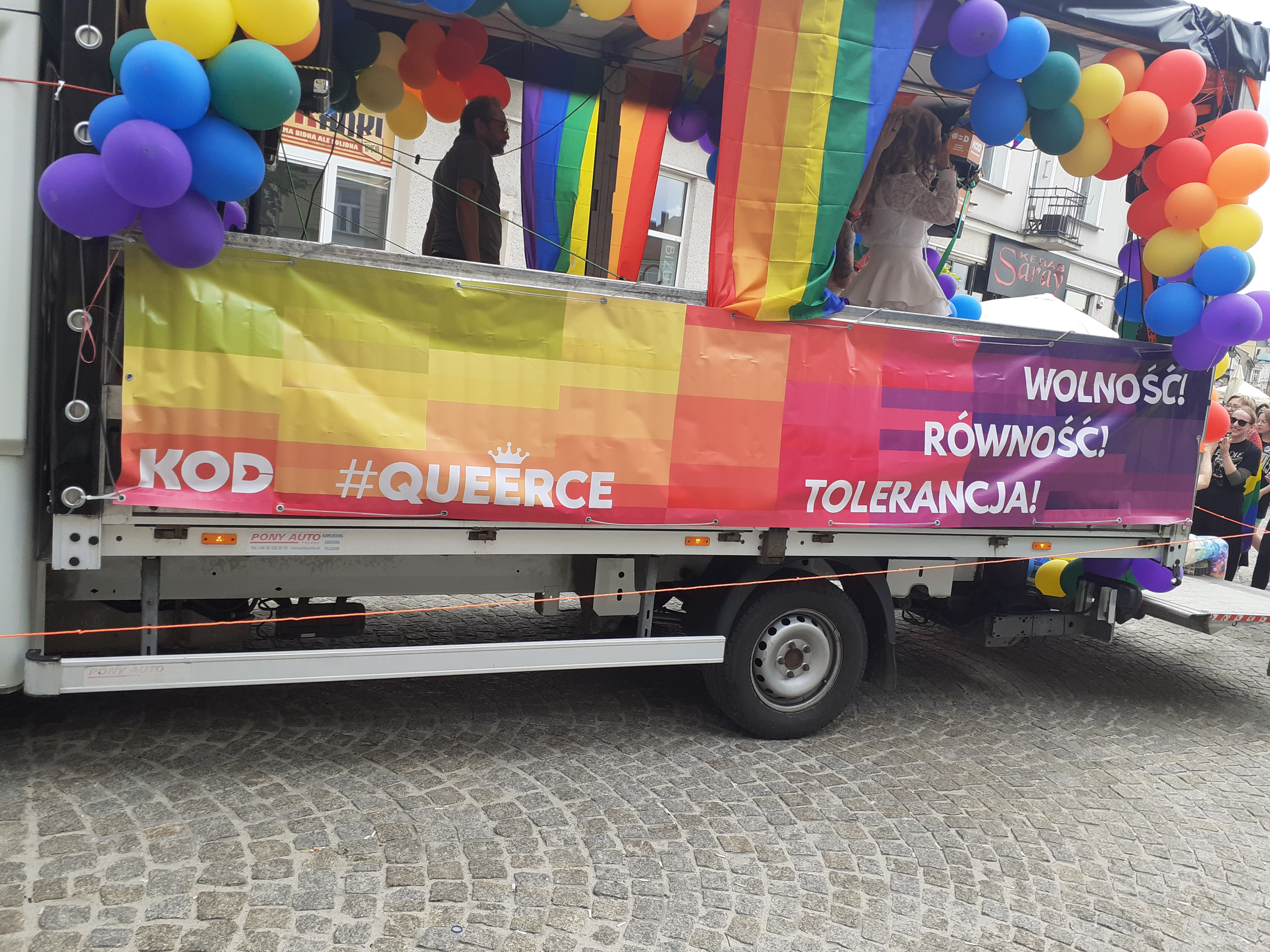
KOD - Kielce, 2022.

Les fondateurs du Comité se réfèrent à la tradition des Comités de défense des travailleurs fondés en 1976 pour combattre le pouvoir communiste polonais ou dans un article de Krzysztof Łoziński (pl) aux luttes des opposants tchèques comme Václav Havel qui a développé à la même époque le concept de « pouvoir des sans-pouvoir ».
Le comité se veut indépendant de tout parti politique même si ses membres viennent notamment des électeurs et des militants des partis du centre et de gauche, notamment de .Nowoczesna, de la Plateforme civique (PO), du parti paysan polonais (PSL), du Parti démocrate - demokraci.pl, de Twój Ruch, des Verts, voire du SLD, mais comptent également des acteurs ou réalisateurs et des journalistes très connus comme Agnieszka Holland, Krystyna Janda, Maja Komorowska, Marek Kondrat, Daniel Olbrychski, Tomasz Lis, etc.
Le parti de gauche alternative Razem a une position réservée sur le comité, même si certains militants participent à titre personnel aux manifestations du KOD. Il dénonce clairement la position du parti au pouvoir et du gouvernement sur le Tribunal constitutionnel et organise ses propres actions pour défendre l'État de droit.

## Participants aux manifestations
- Lena Kolarska-Bobińska - Plate-forme civique (PO)
- Michał Boni - PO
- Elżbieta Bińczycka - Parti démocrate - demokraci.pl (PD)
- Andrzej Celiński - PD
- Władysław Frasyniuk
- Roman Giertych - PO
- Cezary Grabarczyk - PO
- Hanna Gronkiewicz-Waltz - PO
- Andrzej Halicki - PO
- Agnieszka Holland
- Krystyna Janda
- Ryszard Kalisz
- Małgorzata Kidawa-Błońska - PO
- Bogdan Klich - PO
- Maja Komorowska
- Marek Kondrat
- Władysław Kosiniak-Kamysz - Parti paysan polonais (PSL)
- Jacek Kozłowski - PO
- Henryka Krzywonos - PO
- Wojciech Lemański
- Ewa Lipska
- Tomasz Lis
- Karol Modzelewski
- Barbara Nowacka - Twój Ruch
- Daniel Olbrychski
- Janusz Onyszkiewicz
- Maja Ostaszewska
- Ryszard Petru - .Nowoczesna (.N)
- Kamila Gasiuk-Pihowicz - .N
- Grzegorz Schetyna - PO
- Radosław Sikorski - PO
- Tomasz Siemoniak - PO
- Sławomir Sierakowski
- Kazimiera Szczuka - Les Verts
- Krystyna Szumilas - PO
- Małgorzata Tracz - Verts
- Jerzy Vetulani
- Lech Wałęsa
- Monika Wielichowska - PO
- Robert Więckiewicz
- Jan Woleński
- Jerzy Zdrada
- Bogdan Zdrojewski - PO